# معوم
المُعوَّم هي مشروب مبرد يتكون من مثوجات إما في مشروب غازي أو خليط من شراب منكه وماء مكربن.

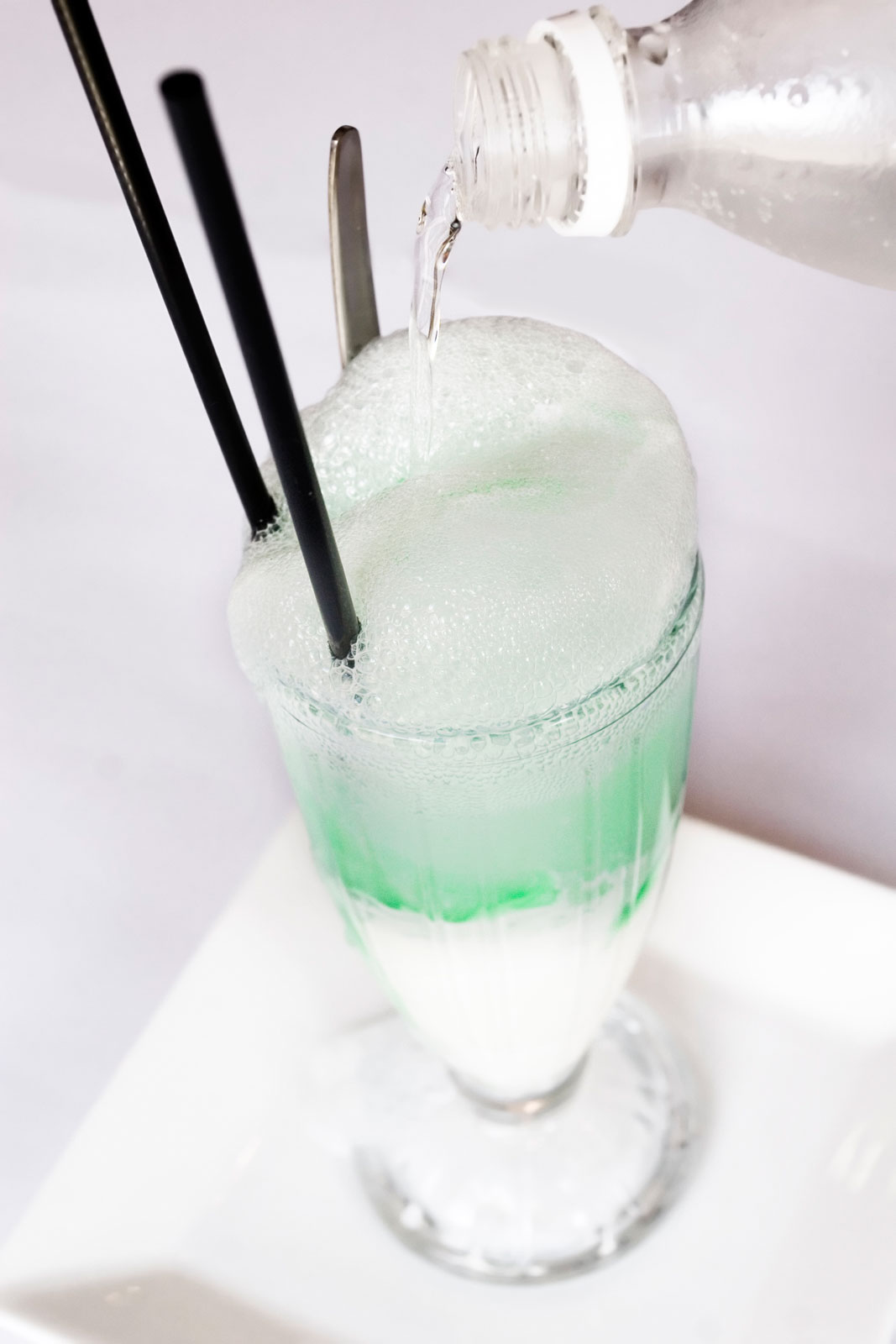

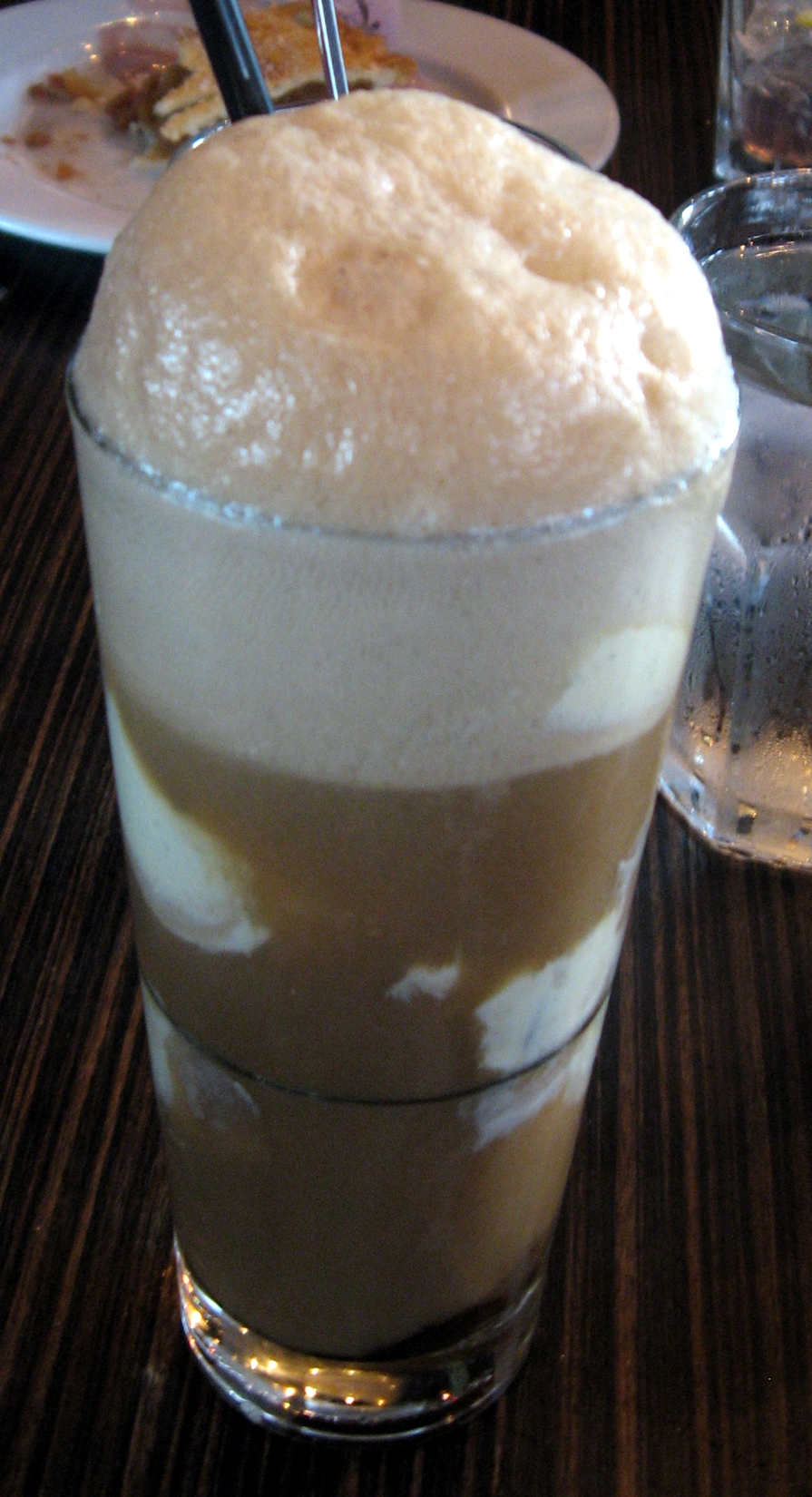
معوم جعة جذور